# Dušan Vrchoslav
Dušan Vrchoslav (8. dubna 1924 Nové Mesto nad Váhom, Slovensko – 29. září 2012 Nové Město nad Metují) byl český hudební skladatel a zasloužilý hudební pedagog. V roce 1960 položil na tamní hudební škole základy dnešního Novoměstského orchestru.

## Životopis
Dušan Vrchoslav se narodil 8. dubna roku 1924 v Novém Městě nad Váhom na Slovensku. Po dvou letech se Vrchoslavovi odstěhovali do Rumburku. Zde navštěvoval obecnou školu a také gymnázium. Před válkou v roce 1938 byla rodina donucena odejít z pohraničí do Náchoda, kde dokončil kvartu gymnázia a poté začal v Praze studovat housle u profesora konzervatoře Bedřicha Voldana. Začínající válka mu ale znemožnila pokračování ve studiu. V této době byl totálně nasazen do práce v náchodské továrně na letecké součástky. Studium houslí dokončil u prof. B. Voldana až po válce spolu se studiem sólového zpěvu u profesorky Passerové – Mráčkové, řízení sboru a dirigování u profesora Bohumila Spidry, dirigenta Pražských madrigalistů. Po absolvování státních zkoušek učitelské způsobilosti z houslí a řízení sboru začal pedagogickou dráhu na městském hudebním ústavu v Opočně roku 1948, kde dva roky vyučoval.
V roce 1950 nastoupil prezenční vojenskou službu v Mariánských Lázních. Tam založil 100členný vojenský pěvecký soubor Palcát a 25členný orchestr, se kterým vystupoval jako dirigent často na lázeňské kolonádě, v nejbližším okolí, ve vojenských výcvikových táborech a také v Karlových Varech, Jáchymově a Plzni. S tímto souborem se několikrát účastnil Armádní soutěže tvořivosti, kde většinou získával čestná první místa. Vystoupení Palcátu byla často vysílána Československým rozhlasem. Za tuto činnost byl dirigent Dušan Vrchoslav vyznamenán velitelem západního vojenského okruhu generálem Vašíčkem. Do Opočna se vrátil v roce 1952 opět jako pedagog na základní hudební škole. Řídil zde mužský pěveckých sbor Vorel. Byl zakladatelem Velkého dětského sboru a Opočenského komorního sdruženi', tj. hudební soubor učitelů základní hudební školy a vyspělých amatérů.
Po desetiletém pobytu v Opočně se stal na osmnáct let ředitelem LŠU B. Smetany v Novém Městě nad Metují. Z jeho iniciativy tu vzniklo Novoměstské komorní sdružení a žákovský orchestr, který se brzy vypracoval mezi nejlepší dětské orchestry v Československu. Tento orchestr získal v roce 1973 v celostátní soutěži v Brně 3. místo v České republice a zde také natáčí pro Československý rozhlas.
Jako ředitel dal v roce 1974 podnět k uspořádání festivalu "Mládí a hudba" pod patronací MěNV N. M. n. M., SRPŠ N. M. n. M., ONV Náchoda a Krajského kulturního střediska Hradce Králové za spoluúčasti ministerstva školství a kultury ČSSR. Tento festival se konal ke 150. Výročí narození B. Smetany v sále novoměstské sokolovny. Vystoupilo zde 6 nejlepších orchestrů lidových škol umění, které se umístily na prvních místech v brněnské soutěži. Byly to dva orchestry z Prahy a po jednom z Karlových Varů, Třeboně, Mladé Boleslavi a samozřejmě z Nového Města nad Metují.
V roce 1976 byl kvůli dřívějšímu působení ve skautingu vyslýchán StB a následně odvolán z funkce ředitele. Dále začal pedagogicky působit v Hronově a zároveň v Náchodě, kde působil pouze půl roku. V Hronově opět založil žákovský orchestr, který se těšil z mnohých úspěchů okresních i krajských soutěží orchestrů. V prvním roce působení v Hronově byl navštíven krajským inspektorem Antonínem Šimečkem, který pronesl tuto větu: "No jo, Vrchoslav, když přijde do "Horních Pumpičkovic," do 14 dnů založí orchestr".
Po třináctiletém působení v Hronově se v roce 1989 vrátil jako učitel v důchodu do Nového Města nad Metují, kde obnovil činnost žákovského orchestru, s nimž v následujících deseti letech vystoupil na četných pódiích u nás a v okolních zemích. Svou pedagogickou činnost ukončil po 50 letech ze zdravotních důvodů.

## Z díla
V letech 1960–2010 napsal na 100 vlastních hudebních skladeb, koncertů, písní, sólových a instruktivních skladeb pro různé nástroje i několik mší. Z jeho díla:
- Dětská suita
- Dětské klavírní trio
- Co rok dal
- Sonatina clasique
- Čtyři malé etudy pro klavír
- Koncert pro fagot a smyčcový orchestr
- Dva smyčcové kvartety
- Šumavské obrázky
- Česká mše
- Stabat mater
- Novoměstská suita a další…